# Dhangadhimai
Dhangadhimai (Nepali धनगढीमाई) ist eine Stadt (Munizipalität) im östlichen Terai Nepals im Distrikt Siraha.
Die Stadt entstand im September 2015 durch Zusammenlegung der Village Development Committees Ayodhyanagar, Bhawanipur, Bishnupurkatti, Dhangadi, Phulkaha Kati und Hanuman Pradh.
Das Stadtgebiet umfasst 15,95 km².

## Einwohner
Bei der Volkszählung 2011 hatten die VDCs, aus welchen die Stadt Dhangadhimai entstand, 47.449 Einwohner (davon  männlich) in  Haushalten.